# Pape Mbaye
Pour les articles homonymes, voir Mbaye.
Pape Modou Mbaye (né le 23 janvier 1994 à Guédiawaye) est un joueur international sénégalais de basket-ball évoluant au poste d'ailier fort.

## Carrière sportive
Mbaye arrive en Espagne en 2008 pour jouer au Unelco Tenerife. En avril 2009, à 15 ans, il est nommé meilleur joueur dans le prestigieux Tournoi des moins de 19 ans de Lissone (Italie). Cette même année, il réalise de bonnes performances dans le tournoi des moins de 16 ans de La Orotava (Tenerife), marquant 35 points contre le Real Madrid et 31 contre le Žalgiris Kaunas, ce qui suscite l'intérêt de plusieurs équipes de signer un contrat avec lui.
Il est recruté en 2010 par le Real Madrid.
En saison 2012-2013, à 18 ans, il joue au Real Madrid B, entraîné par Alberto Angulo.
En 2015, il signe pour le Palencia Baloncesto de LEB Oro, la 2e division du championnat d'Espagne de basket-ball, juste derrière la Liga ACB.
En 2017, il joue en Belgique pour le CEP Fleurus où il a obtenu une moyenne de 14,3 pts et 6,8 rebonds en 26 minutes par match.

### Clubs
- 2008-2010  Espoir. Unelco Tenerife
- 2010-2012  Junior. Real Madrid Junior
- 2012-2013  EBA. Real Madrid B
- 2013-2014  EBA. Alcázar Basket
- 2015  LEB. Palencia Baloncesto
- 2015-2016  LEB. CB Peixegalego
- 2016-2017  CEP Fleurus.

### Équipe nationale
Pape Mbaye a été international des moins de 16 et moins de 19 ans avec le Sénégal. 
À l'été de 2013 il rejoint l'équipe du Sénégal pour participer au Championnat du monde de basket-ball masculin des moins de 19 ans 2013, où il a réalise des moyennes de 6 points et 4,2 rebonds par match.
En mars 2017, il a été sélectionné pour participer avec l'équipe nationale du Sénégal au tournoi de qualification pour le FIBA AfroBasket 2017. Mbaye a joué 3 matchs, et le Sénégal s'est qualifié pour le tournoi. Le 12 juillet 2017, il a été pre-sélectionné pour participer à l'Afrobasket 2017.